# Strupmikrofon
Laryngafon eller strupmikrofon är en mikrofon som placeras i kontakt med struphuvud eller käke, och vars vibrationer vid talet uppfångas av en piezoelektrisk mikrofon.
En strupmikrofon används främst i bullriga miljöer, där bakgrundljudet annars skulle göra talet svårt att uppfatta.
- Carlquist, Gunnar, red (1933). Svensk uppslagsbok. Bd 16. Malmö: Svensk Uppslagsbok AB. sid. 984